# ليوبيشا ميلويفيتش
ليوبيشا ميلويفيتش (بالصربية: Љубиша Милојевић)‏ هو لاعب كرة قدم صربي في مركز الهجوم، ولد في 1 أبريل 1967 في جمهورية يوغوسلافيا الاشتراكية الاتحادية. لعب مع أريس تسالونيكي والنجم الأحمر بلغراد وراد بيوغراد ونادي بانيتوليكوس.

## وصلات خارجية
- ليوبيشا ميلوجيفيتش على موقع قاعدة بيانات كرة القدم.إي يو (الإنجليزية)
- ليوبيشا ميلوجيفيتش على موقع عالم كرة القدم.نت (الإنجليزية)